# Вільчиці (Малопольське воєводство)
Вільчиці (пол. Wilczyce) — село в Польщі, у гміні Добра Лімановського повіту Малопольського воєводства.
Населення — 651 особа (2011).
У 1975-1998 роках село належало до Новосондецького воєводства.

## Демографія
Демографічна структура станом на 31 березня 2011 року:
|          | Загалом | Допрацездатний вік | Працездатний вік | Постпрацездатний вік |
| -------- | ------- | ------------------ | ---------------- | -------------------- |
| Чоловіки | 351     | 100                | 218              | 33                   |
| Жінки    | 300     | 70                 | 177              | 53                   |
| Разом    | 651     | 170                | 395              | 86                   |